# Château de Baulx
Le château de Baulx est une forteresse du XIIe siècle, agrandie et remaniée aux XIIIe et XIVe siècles, décrite comme ruinée en 1749.
Cet édifice, qui fait aujourd'hui l'objet d'une restauration attentive, domine le village de Saint-Jean-de-Buèges, dans le département de l'Hérault.

## Historique
La seigneurie de Saint-Jean-de-Buèges est mentionnée pour la première fois en 990 comme vassale de la baronnie de Pégairolles.
Le château actuel apparaît au XIIe siècle. Le site étant destiné à la surveillance de la vallée de la Buèges, il s'agit principalement d'une tour de guet.
En 1280, il est cité comme « château » est a pour feudataire Gaucelm ou Gaucelin de Caladon (Du Guerny). Il doit hommage à Salomon et Golfried de Felguières, seigneurs de Lunas et de Pégairolles.
À la même époque, les défenses de la forteresse sont renforcées. Un fossé sec est creusé au côté nord-est. Une enceinte percée de meurtrières est construite, ainsi qu'une citerne et un magasin destinés à pouvoir soutenir un siège éventuel. Une rampe d'accès caladée est pratiquée pour accéder à l'entrée basse.
Les sires de Berenger de Caladon conservent la forteresse jusqu'à son entrée dans la famille de Trinquère (parfois transcrit Trinquayre ou encore Trinquaire) par le mariage de Braidette de Caladon, héritière de Bertrand Bringuier ou Berenger de Caladon, seigneur de Baulx. Braidette teste le 5 février 1422 en faveur de son fils, Raymond de Trinquère, et lui lègue le château et tous droits lui appartenant.
En 1680 apparaît un nouveau propriétaire, François de Ratte, seigneur de Cambous, qui fait élever un corps de logis plus confortable.
L'édifice est néanmoins mentionné comme « ruine » en 1749. Il sert de carrière de pierres, certaines maisons du village de Saint-Jean-de-Buèges en présentent encore les traces.
En 1813, la famille de Turenne, alors propriétaire, vend cet ensemble ruiné à Hilaire de Girard du Lac, dont la fille et unique héritière épouse en 1848 Henri Sicard. Leurs descendants conservent le château — transformé en bergerie — jusqu'en 1987, date à laquelle Joseph Sicard en fait don à la commune.

## Restauration
Depuis 1991, le château de Baulx fait l'objet d'une importante campagne de restauration soutenue par le Conseil général de l'Hérault, rejoint par la région Languedoc-Roussillon, l'État et l'Union européenne. Les travaux ont permis la restitution des hourds sur le mur d'enceinte.
Les travaux sont exécutés sous la surveillance d'un architecte en chef des monuments historiques. Ils concernent le donjon, le corps de logis et les tours.
- Le donjon : reconstruction des parties manquantes, restitution des créneaux d'après traces in situ et documents d'archives, installation d'un escalier intérieur en bois pour pouvoir accéder au sommet.
- Le corps de logis : restauration et consolidation des murs, remise en état des maçonneries à moellons, restitution de la fenêtre à meneaux de la façade ouest.
- Les tours : dégagement des deux tours (est et sud), consolidation des ouvertures, restitution des toitures en tuiles creuses couronnées d'un épi de faîtage sur piédouche en tuile vernissée.

## Fouilles
Parallèlement à la campagne de restauration, une série de cinq chantiers de fouilles archéologiques ont été menés entre 1990 et 1994 sous la responsabilité du Service Régional d'Archéologie.

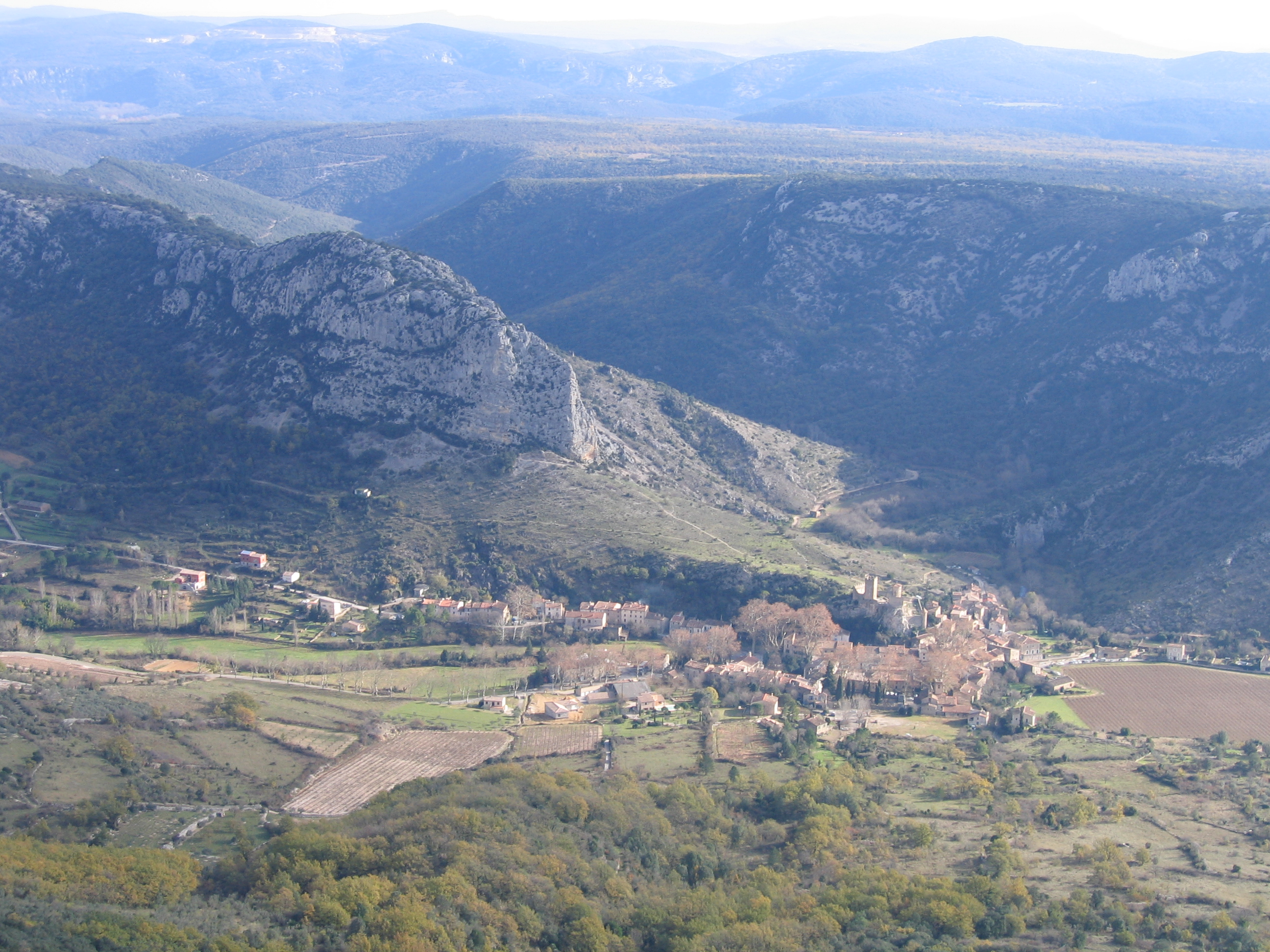
Position défensive du site.
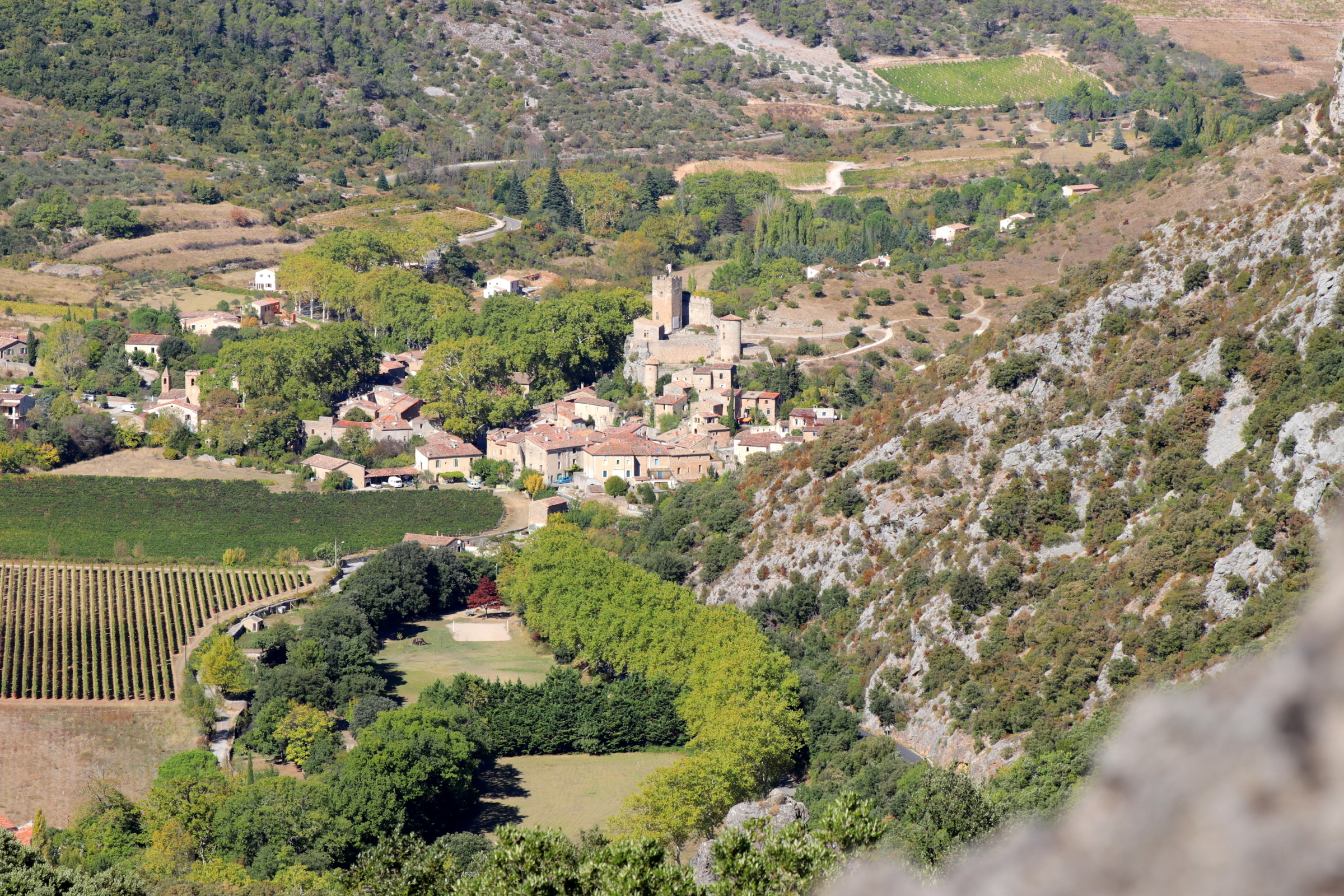
Vue générale du village.
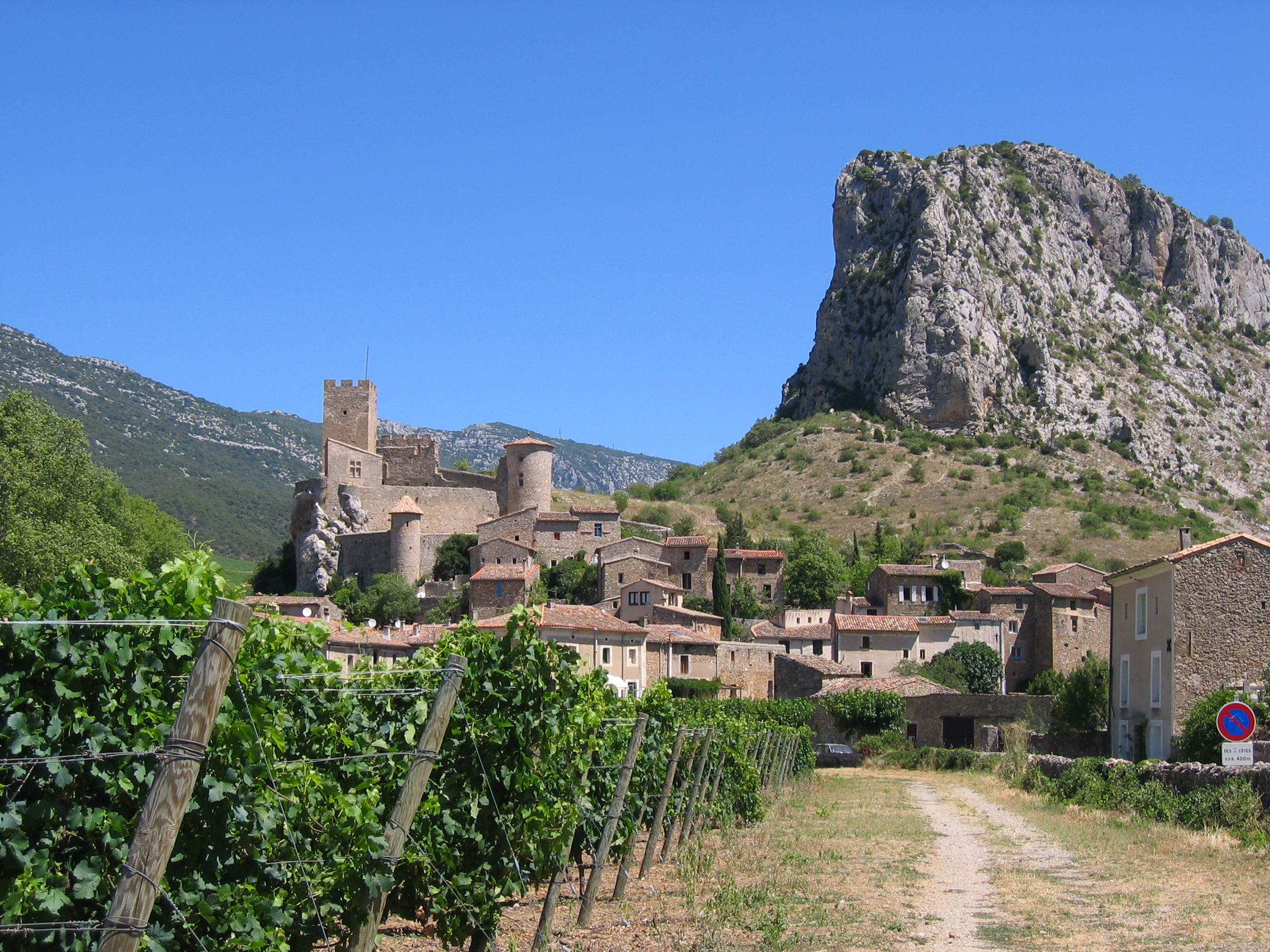
Village groupé autour du fort.
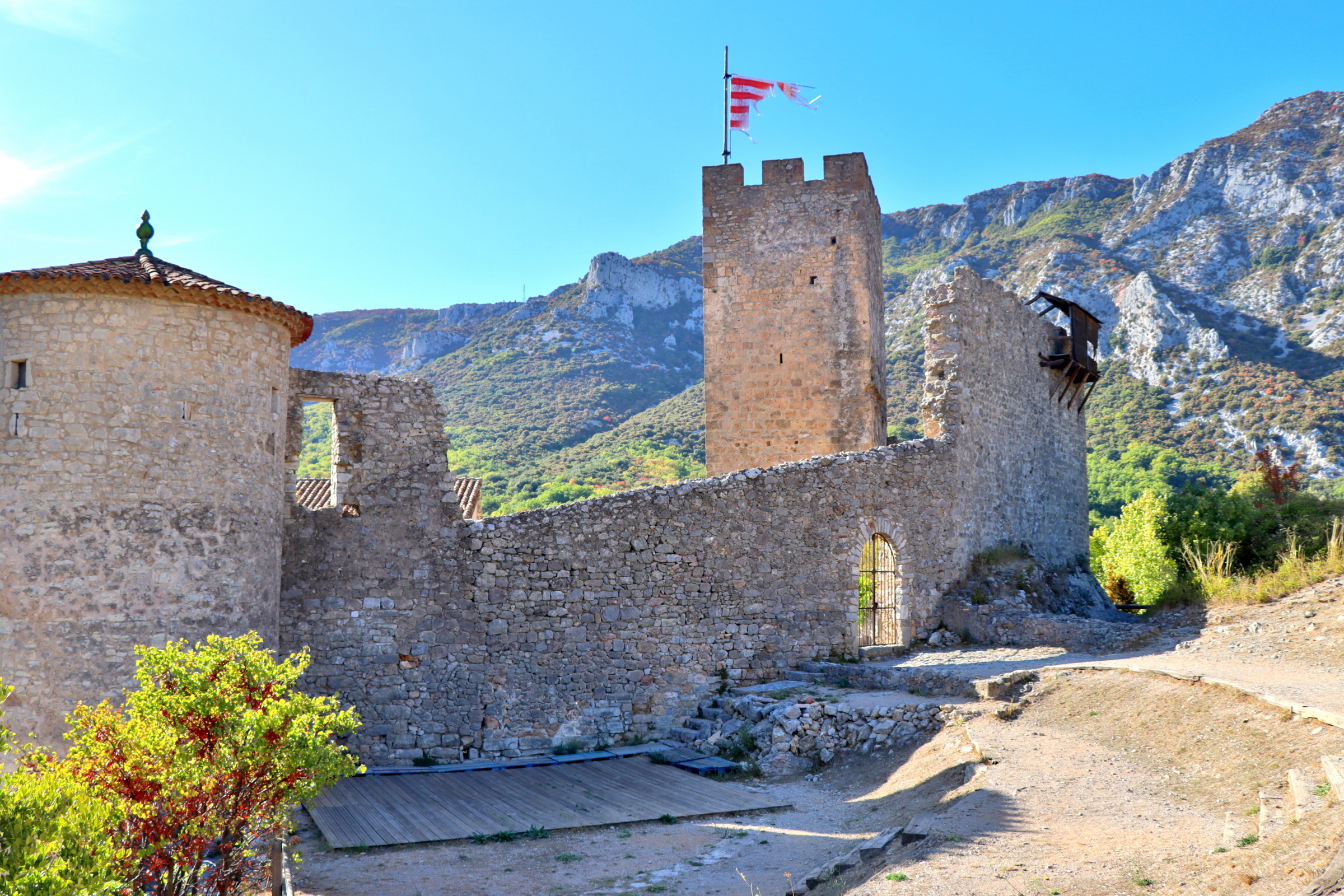
Vue de l'aile nord-est en 2017.
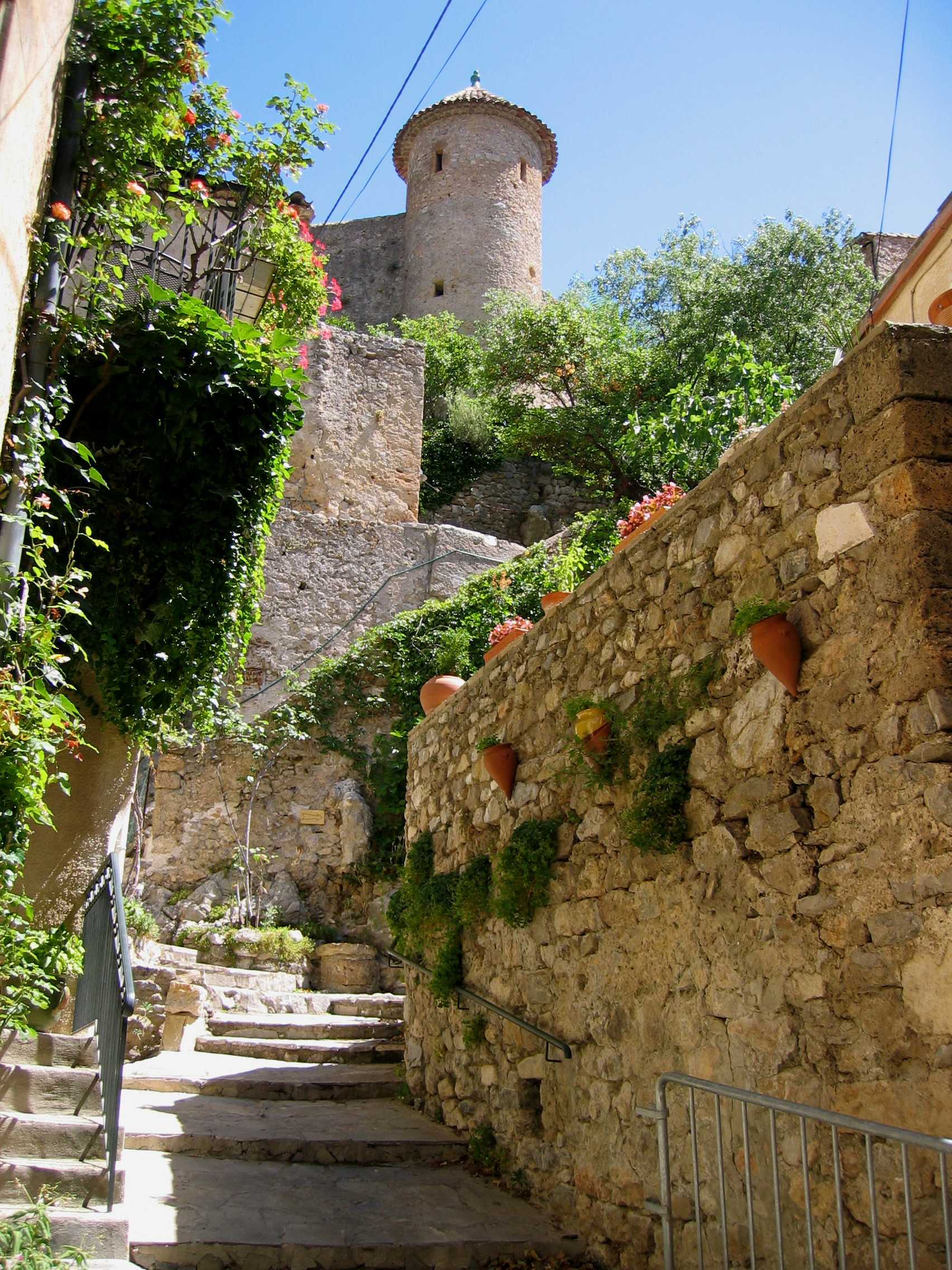
Ruelle d'accès au château.
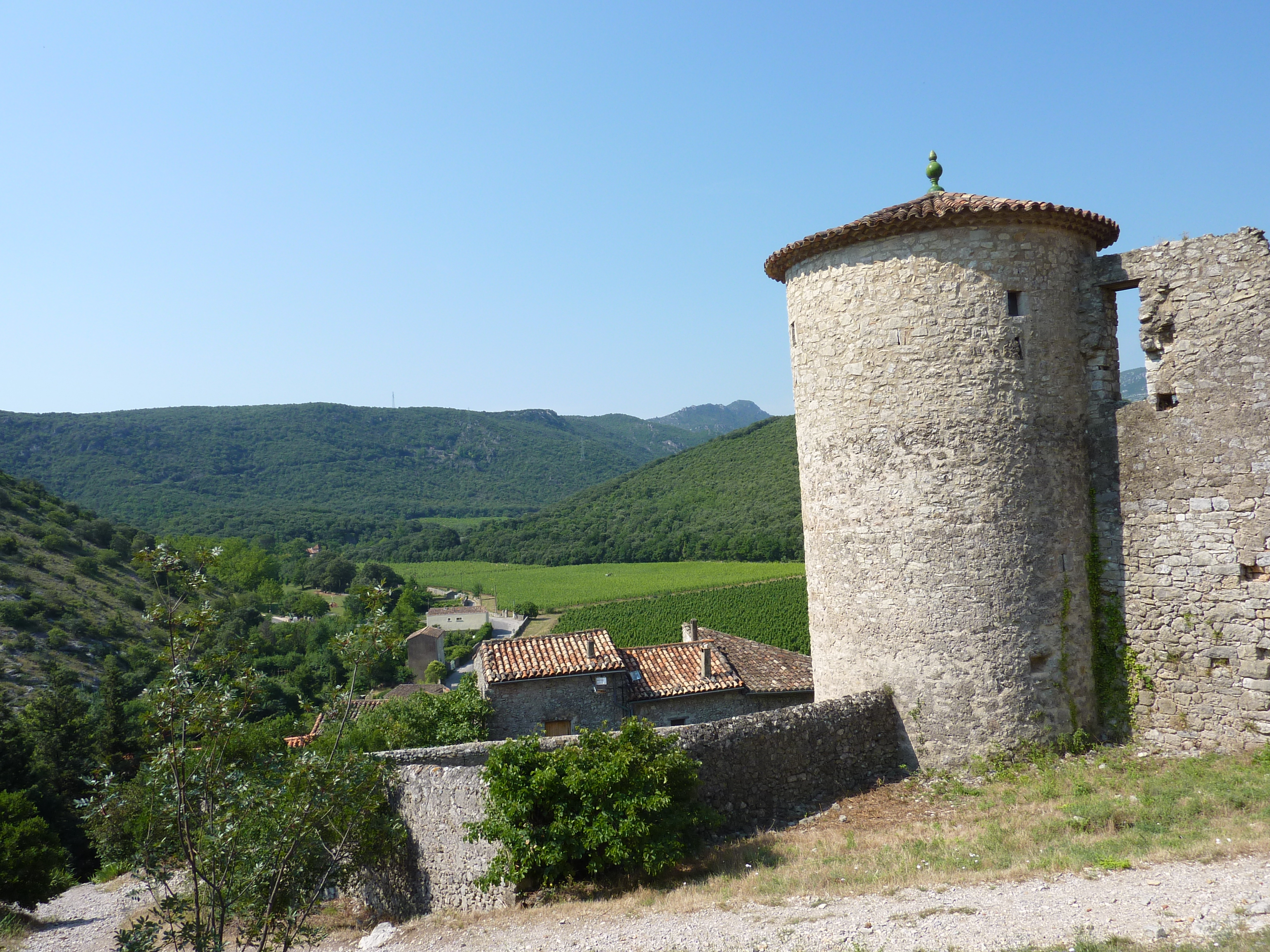
Tour et entrée principale.